# You're Not Built That Way
You're Not Built That Way es un corto de animación estadounidense de 1936, de la serie de Betty Boop. Fue producido por los estudios Fleischer y distribuido por Paramount Pictures. En él aparecen Betty Boop y Pudgy, su mascota.

## Argumento
Pudgy intenta emular a un bulldog. Todas las acciones que este lleva a cabo son imitadas por Pudgy, a pesar de los consejos cantados de Betty Boop.

## Producción
You're Not Built That Way es la quincuagésima cuarta entrega de la serie de Betty Boop y fue estrenada el 17 de julio de 1936.